# Danh sách video âm nhạc có lượt xem nhiều nhất YouTube Việt Nam
Đây là một danh sách chưa hoàn tất, và có thể sẽ không bao giờ thỏa mãn yêu cầu hoàn tất. Bạn có thể đóng góp bằng cách mở rộng nó bằng các thông tin đáng tin cậy.
Danh sách video âm nhạc có lượt xem nhiều nhất YouTube Việt Nam là một danh sách video âm nhạc được xem nhiều nhất trên nền tảng YouTube Việt Nam.
Sau 5 năm kể từ khi ra mắt thì ca khúc "Bống bống bang bang" của nhóm nhạc 365daband đã chính thức cán mốc 500 triệu lượt xem trên YouTube.
Tính đến tháng 1 năm 2025, video âm nhạc được xem nhiều nhất Việt Nam là "Một con vịt" đã chạm mốc hơn 1 tỷ view lượt xem.

## Danh sách video âm nhạc có lượt xem mọi thời đại
Danh sách được cập nhật và chỉ tính các ca khúc âm nhạc được phát hành tại Việt Nam đến ngày 24 tháng 6 năm 2024, kể cả nhạc thiếu nhi, không kể các liên khúc nhạc.
| Vị trí | Tên ca khúc                                                    | Nghệ sĩ                                     | Ngày phát hành       | Lượt xem (triệu) | Thể loại                      | Ghi chú |
| ------ | -------------------------------------------------------------- | ------------------------------------------- | -------------------- | ---------------- | ----------------------------- | ------- |
| 1      | Một con vịt                                                    | Heo Con                                     | 31 tháng 8 năm 2019  | 1.193            | Nhạc thiếu nhi                | [ 4 ]   |
| 2      | Cả nhà thương nhau (hoạt hình 2D)                              | Nhạc thiếu nhi - Sáo TV                     | 9 tháng 9 năm 2017   | 738              | Nhạc thiếu nhi                | [ 5 ]   |
| 3      | A con cá sấu                                                   | Voi TV                                      | 16 tháng 7 năm 2018  | 719              | Nhạc thiếu nhi                | [ 6 ]   |
| 4      | Bống Bống Bang Bang                                            | Bảo Ngư                                     | 11 tháng 8 năm 2016  | 616              | Nhạc thiếu nhi                | [ 7 ]   |
| 5      | Bống bống bang bang                                            | 365daband                                   | 27 tháng 6 năm 2016  | 618              | Nhạc thiếu nhi, nhạc phim     | [ 8 ]   |
| 6      | Thương lắm thầy cô ơi!                                         | Phan Hiếu Kiên                              | 15 tháng 7 năm 2014  | 519              | Nhạc thiếu nhi                | [ 9 ]   |
| 7      | Tập thể dục buổi sáng                                          | Mai Vy                                      | 21 tháng 5 năm 2019  | 486              | Nhạc thiếu nhi                | [ 10 ]  |
| 8      | Sóng gió                                                       | Jack, K-ICM                                 | 12 tháng 7 năm 2019  | 449              | Rap, pop, ballad              | [ 11 ]  |
| 9      | Xúc xắc xúc xẻ                                                 | Bảo An, Phi Long                            | 30 tháng 1 năm 2011  | 432              | Nhạc thiếu nhi                | [ 12 ]  |
| 10     | Bạc phận                                                       | Jack, K-ICM                                 | 16 tháng 4 năm 2019  | 418              | Rap, pop                      | [ 13 ]  |
| 11     | Nơi này có anh                                                 | Sơn Tùng M-TP                               | 13 tháng 2 năm 2017  | 413              | Pop, R&B                      | [ 14 ]  |
| 12     | Cả Nhà Thương Nhau (học màu sắc tiếng Anh với đồ chơi Playdoh) | Nhạc thiếu nhi - Sáo TV                     | 9 tháng 5 năm 2018   | 376,77           | Nhạc thiếu nhi                |         |
| 13     | Xúc xắc xúc xẻ                                                 | Bảo An, Phi Long                            | 31 tháng 1 năm 2011  | 376              | Nhạc thiếu nhi                |         |
| 14     | Em Gì Ơi                                                       | Jack, K-ICM                                 | 5 tháng 10 năm 2019  | 369              | Rap, pop                      | [ 15 ]  |
| 15     | Đại ca lớp 12A                                                 | Vanh Leg                                    | 16 tháng 12 năm 2017 | 335              | Parody, pop                   | [ 16 ]  |
| 16     | 2 phút hơn                                                     | Pháo, Kaiz                                  | 28 tháng 11 năm 2020 | 332              | Rap, pop, remix               | [ 17 ]  |
| 17     | Xúc xắc xúc xẻ                                                 | Nhạc thiếu nhi - Sáo TV                     | 21 tháng 8 năm 2017  | 323,06           | Nhạc thiếu nhi                |         |
| 18     | Hai bàn tay của em                                             | Heo Con TV                                  | 20 tháng 8 năm 2018  | 300              | Nhạc thiếu nhi                |         |
| 19     | Hồng nhan                                                      | Jack                                        | 19 tháng 2 năm 2019  | 295              | Rap, pop                      | [ 18 ]  |
| 20     | Hãy trao cho anh                                               | Sơn Tùng M-TP, Snoop Dogg                   | 1 tháng 7 năm 2019   | 299              | Hip hop, nhạc latinh          | [ 19 ]  |
| 21     | Khúc hát mừng sinh nhật                                        | Phan Đinh Tùng                              | 19 tháng 11 năm 2016 | 284              | Pop                           |         |
| 22     | Lạc trôi                                                       | Sơn Tùng M-TP                               | 1 tháng 1 năm 2017   | 279              | Future bass, EDM, Folktronica | [ 20 ]  |
| 23     | Thằng Điên                                                     | Phương Ly, Justatee                         | 12 tháng 10 năm 2018 | 275              | Pop                           |         |
| 24     | Sức mạnh của sao đỏ                                            | Hậu Hoàng                                   | 23 tháng 9 năm 2019  | 267              | Parody, pop                   | [ 21 ]  |
| 25     | Dậy đi ba ơi                                                   | Thanh Hằng                                  | 21 tháng 9 năm 2017  | 263              | Nhạc thiếu nhi                |         |
| 26     | Phía sau một cô gái                                            | Soobin Hoàng Sơn                            | 18 tháng 10 năm 2016 | 257              | Pop, ballad                   | [ 22 ]  |
| 27     | Xúc xắc xúc xẻ                                                 | Tú Anh                                      | 14 tháng 1 năm 2017  | 256              | Nhạc thiếu nhi, cover         | [ 23 ]  |
| 28     | Chuyện cũ bỏ qua                                               | Bích Phương                                 | 25 tháng 12 năm 2018 | 249              | Pop, nhạc tết                 |         |
| 29     | Mình cưới nhau đi                                              | Pjnboys, Huỳnh James                        | 2 tháng 2 năm 2018   | 243              | Rap, pop                      | [ 24 ]  |
| 30     | Ngắm hoa lệ rơi                                                | Châu Khải Phong                             | 17 tháng 3 năm 2018  | 240              | Pop, ballad                   | [ 25 ]  |
| 31     | Anh thanh niên                                                 | HuyR                                        | 21 tháng 1 năm 2020  | 237              | Rap, pop                      |         |
| 32     | 2 phút hơn                                                     | Pháo, Kaiz                                  | 18 tháng 1 năm 2021  | 236              | Rap, Pop, EDM                 |         |
| 33     | Sữa chuối tranh tài                                            | Bào Ngư, Gia Khiêm, Hứa Minh Đạt, Lâm Vỹ Dạ | 23 tháng 8 năm 2018  | 234              | Parody, pop, quảng cáo        | [ 26 ]  |
| 34     | Người lạ ơi                                                    | Karik, Orange                               | 6 tháng 1 năm 2018   | 232              | Rap, R&B, hiphop              | [ 27 ]  |
| 35     | Mẹ ơi, tại sao                                                 | Bảo An                                      | 5 tháng 12 năm 2012  | 231              | Nhạc thiếu nhi                | [ 28 ]  |
| 36     | Chúng ta không thuộc về nhau                                   | Sơn Tùng M-TP                               | 3 tháng 8 năm 2016   | 235              | Tropical house                | [ 29 ]  |
| 37     | Bí quyết nuôi con phát triển toàn diện                         | Phan Mạnh Quỳnh, Thu Trang, Huỳnh Lập       | 12 tháng 10 năm 2016 | 222              | Parody, pop, quảng cáo        | [ 30 ]  |
| 38     | Hoa hải đường                                                  | Jack                                        | 22 tháng 9 năm 2020  | 220,6            | Rap, Pop, EDM                 | [ 31 ]  |
| 39     | Hoa nở không màu                                               | Hoài Lâm                                    | 26 tháng 6 năm 2020  | 220,5            | Pop, acoustic                 | [ 32 ]  |
| 40     | Muộn rồi mà sao còn                                            | Sơn Tùng M-TP                               | 29 tháng 4 năm 2021  | 226              | Pop, R&B                      |         |
| 41     | Bé thương ông địa                                              | Trúc Tiên                                   | 24 tháng 5 năm 2016  | 216              | Nhạc thiếu nhi                |         |
| 42     | Túy âm                                                         | Xesi, Masew, Nhatnguyen                     | 25 tháng 8 năm 2017  | 215              | Pop, EDM                      | [ 33 ]  |
| 43     | Rồi tới luôn                                                   | Nal                                         | 25 tháng 7 năm 2021  | 205              | Pop                           | [ 34 ]  |
| 44     | Những Chị Đại Học Đường                                        | Hậu Hoàng                                   | 11 tháng 3 năm 2019  | 203              | Parody, pop                   |         |
| 45     | Từng yêu                                                       | Phan Duy Anh                                | 12 tháng 6 năm 2019  | 203              | Pop, ballad                   | [ 35 ]  |
| 46     | Đã lỡ yêu em nhiều                                             | JustaTee                                    | 13 tháng 11 năm 2017 | 200              | Pop                           | [ 36 ]  |
| 47     | Mượn rượu tỏ tình                                              | Big Daddy, Emily                            | 8 tháng 2 năm 2019   | 199,6            | Rap, pop                      |         |
| 48     | Giấc mộng ca sĩ                                                | Vanh Leg                                    | 8 tháng 4 năm 2018   | 199,2            | Parody, pop                   | [ 37 ]  |
| 49     | Chạm đáy nỗi đau                                               | Erik, Mr. Siro                              | 27 tháng 4 năm 2018  | 192              | Pop, ballad                   | [ 38 ]  |
| 50     | Buồn của anh                                                   | K-ICM, Đạt G, Masew                         | 15 tháng 12 năm 2017 | 191              | Pop, Ballad                   | [ 39 ]  |

- Video âm nhạc có lượt xem cao nhất năm.
- Video âm nhạc đã bị xóa.

## Danh sách video âm nhạc có lượt xem xếp theo năm
| Năm  | Tên ca khúc               | Nghệ sĩ                      | Ngày phát hành      | Lượt xem (triệu) | Thể loại                  |
| ---- | ------------------------- | ---------------------------- | ------------------- | ---------------- | ------------------------- |
| 2024 | Đừng làm trái tim anh đau | Sơn Tùng M-TP                | 8 tháng 6 năm 2024  | 137              | Pop                       |
| 2023 | Bạn Đời                   | Karik, Gducky                | 4 tháng 10 năm 2023 | 142,4            | Rap                       |
| 2022 | Đám cưới nha?             | Hồng Thanh, DJ Mie           | 12 tháng 3 năm 2022 | 137,23           | Pop                       |
| 2021 | Muộn Rồi Mà Sao Còn       | Sơn Tùng M-TP                | 18 tháng 1 năm 2021 | 220              | Pop                       |
| 2020 | Một Con Vịt - Chú Ếch Con | Con Heo                      | 31 tháng 5 năm 2020 | 438,38           | R&B, Pop rap              |
| 2019 | Một con vịt               | Heo Con                      | 31 tháng 8 năm 2019 | 992,76           | Nhạc thiếu nhi            |
| 2018 | A con cá sấu              | Voi TV                       | 16 tháng 7 năm 2018 | 663,84           | Nhạc thiếu nhi            |
| 2017 | Cả nhà thương nhau        | Nhạc thiếu nhi - Sáo TV      | 9 tháng 9 năm 2017  | 744,04           | Nhạc thiếu nhi            |
| 2016 | Bống bống bang bang       | Bảo Ngư                      | 11 tháng 8 năm 2016 | 607,47           | Nhạc thiếu nhi, nhạc phim |
| 2015 | Giải cứu tiểu thứ 1       | Hồ Việt Trung, Hồ Quang Hiếu | 8 tháng 2 năm 2015  | 156,27           | Phim ca nhạc              |
| 2014 | Thương lắm thầy cô ơi!    | Phan Hiếu Kiên               | 15 tháng 7 năm 2014 | 507,75           | Nhạc thiếu nhi            |
| 2013 | Anh không đòi quà         | BB&BG, Karik, Only C         | 9 tháng 12 năm 2013 | 172,27           | Parody, rap               |
| 2012 | Mẹ ơi, tại sao            | Bảo An                       | 5 tháng 12 năm 2012 | 229,8            | Nhạc thiếu nhi            |
| 2011 | Xúc xắc xúc xẻ            | Bảo An                       | 30 tháng 1 năm 2011 | 430,8            | Nhạc thiếu nhi            |